# Stenosticta novem
Stenosticta novem là một loài bướm đêm trong họ Noctuidae.